# Bois-Jérôme-Saint-Ouen
Bois-Jérôme-Saint-Ouen és un municipi francès situat al departament de l'Eure i a la regió de Normandia. L'any 2007 tenia 738 habitants.

## Demografia

### Població
El 2007 la població de fet de Bois-Jérôme-Saint-Ouen era de 738 persones. Hi havia 276 famílies, de les quals 48 eren unipersonals (16 homes vivint sols i 32 dones vivint soles), 96 parelles sense fills, 124 parelles amb fills i 8 famílies monoparentals amb fills.
La població ha evolucionat segons el següent gràfic:
Habitants censats

### Habitatges
El 2007 hi havia 306 habitatges, 278 eren l'habitatge principal de la família, 14 eren segones residències i 14 estaven desocupats. Tots els 306 habitatges eren cases. Dels 278 habitatges principals, 258 estaven ocupats pels seus propietaris, 10 estaven llogats i ocupats pels llogaters i 10 estaven cedits a títol gratuït; 1 tenia una cambra, 6 en tenien dues, 29 en tenien tres, 71 en tenien quatre i 171 en tenien cinc o més. 217 habitatges disposaven pel capbaix d'una plaça de pàrquing. A 84 habitatges hi havia un automòbil i a 178 n'hi havia dos o més.

### Piràmide de població
La piràmide de població per edats i sexe el 2009 era:
| Homes | Edats   | Dones |
| ----- | ------- | ----- |
| 0     | 95 o +  | 0     |
| 0     | 90 a 94 | 4     |
| 0     | 85 a 89 | 4     |
| 0     | 80 a 84 | 8     |
| 4     | 75 a 79 | 4     |
| 12    | 70 a 74 | 12    |
| 4     | 65 a 69 | 16    |
| 20    | 60 a 64 | 8     |
| 8     | 55 a 59 | 16    |
| 28    | 50 a 54 | 20    |
| 52    | 45 a 49 | 60    |
| 32    | 40 a 44 | 32    |
| 40    | 35 a 39 | 20    |
| 20    | 30 a 34 | 24    |
| 8     | 25 a 29 | 16    |
| 32    | 20 a 24 | 12    |
| 40    | 15 a 19 | 8     |
| 32    | 10 a 14 | 20    |
| 20    | 5 a 9   | 28    |
| 8     | 0 a 4   | 24    |

## Economia
El 2007 la població en edat de treballar era de 493 persones, 360 eren actives i 133 eren inactives. De les 360 persones actives 346 estaven ocupades (195 homes i 151 dones) i 14 estaven aturades (8 homes i 6 dones). De les 133 persones inactives 58 estaven jubilades, 38 estaven estudiant i 37 estaven classificades com a «altres inactius».

### Ingressos
El 2009 a Bois-Jérôme-Saint-Ouen hi havia 274 unitats fiscals que integraven 776 persones, la mediana anual d'ingressos fiscals per persona era de 22.302 €.

### Activitats econòmiques
Dels 20 establiments que hi havia el 2007, 1 era d'una empresa de fabricació de material elèctric, 2 d'empreses de fabricació d'altres productes industrials, 9 d'empreses de construcció, 1 d'una empresa de comerç i reparació d'automòbils, 1 d'una empresa de transport, 1 d'una empresa financera, 1 d'una empresa immobiliària, 2 d'empreses de serveis, 1 d'una entitat de l'administració pública i 1 d'una empresa classificada com a «altres activitats de serveis».
Dels 8 establiments de servei als particulars que hi havia el 2009, 1 era una funerària, 1 guixaire pintor, 2 fusteries, 2 lampisteries, 1 electricista i 1 empresa de construcció.
L'any 2000 a Bois-Jérôme-Saint-Ouen hi havia 11 explotacions agrícoles.

## Equipaments sanitaris i escolars
El 2009 hi havia una escola elemental.

## Poblacions més properes
El següent diagrama mostra les poblacions més properes.